# Меркурий-Атлас-8
Меркурий-Атлас-8 — космический полёт корабля «Меркурий» по одноимённой программе. Третий орбитальный полёт, совершённый американским астронавтом. Корабль пилотировал Уолтер Ширра.

## Название корабля
Алан Шепард проявил интересную инициативу — перед стартом первого пилотируемого космического корабля НАСА, Меркурий-Редстоун-3, дал своему кораблю личное имя — Freedom 7 («Свобода 7»), оно же стало и позывным при радиосвязи. Начиная с него и другие астронавты проекта «Меркурий» стали самостоятельно давать своим кораблям «личные имена», добавляя в конце число 7, в качестве признания командной работы со своими коллегами-астронавтами из первого набора — «Первой семерки».
| Корабль               | Астронавт           | Имя            |
| «Меркурий-Редстоун-3» | Алан Шепард         | Freedom 7      |
| «Меркурий-Редстоун-4» | Вирджил Гриссом     | Liberty Bell 7 |
| «Меркурий-Атлас-6»    | Джон Гленн          | Friendship 7   |
| «Меркурий-Атлас-7»    | Малькольм Карпентер | Aurora 7       |
| «Меркурий-Атлас-8»    | Уолтер Ширра        | Sigma 7        |
| «Меркурий-Атлас-9»    | Гордон Купер        | Faith 7        |

## Предыстория
«Меркурий-Атлас-8» (МА-8) был пятым пилотируемым космическим полётом Соединённых Штатов, частью программы Меркурий NASA. Астронавт Уолтер Ширра сделал шесть витков за девять часов вокруг Земли на космическом корабле «Сигма 7» 3 октября 1962 года. В этом полёте он должен был главным образом сосредоточиться на технических оценке корабля, а не на научных экспериментах. Хотя это был самый длительный пилотируемый полёт США, который американцы совершали в Космической гонке с СССР, тем не менее они оставались далеко позади официального рекорда советского Востока-3 длительностью полёта почти пять суток, который был установлен несколько месяцев назад, в этом же году. Такое отставание требовало срочного запуска корабля Меркурий-Атлас-9 (Файт 7). Но МА-9 планировался как односуточный полёт, да и запущен он будет только в следующем, 1963 году.
Планирование третьей американской орбитальной пилотируемой миссии началось в феврале 1962 года. Отталкиваясь от предыдущего достижения в три витка, теперь предполагалось сделать шесть-семь витков. 27 июня NASA официально объявило о миссии, и план полёта был подготовлен к концу июля. Миссия сосредоточилась на технических вопросах, в меньшей степени — на научных экспериментах. Миссия стартовала утром 3 октября, была отсрочена на две недели из-за проблем с ракетой-носителем Атлас D. Серия незначительных проблем у ракеты-носителя во время вывода на орбиту и дефектный температурный датчик в скафандре Ширры были единственными техническими проблемами, отмеченными во время полёта. Космический корабль в течение длительных периодов времени двигался по орбите то в автоматическом, то в пассивном режимах полёта, в то время как астронавт постоянно контролировал ситуацию и выполнил некоторое незначительное количество научных экспериментов. После шести витков капсула приводнилась в Тихом океане в полумиле от авианосца Службы поиска и спасения. Космический корабль был поднят на борт вместе с астронавтом Ширрой внутри.
Научные результаты миссии оценивались неоднозначно. После девяти часов пребывания в невесомости астронавт возвратился здоровым и в хорошем настроении. Наблюдение за поверхностью Земли из-за плотного облачного покрова оказалось неэффективным, фотографии были низкого качества. Общественная и политическая реакция по сравнению с предыдущими полётами была весьма сдержанной, она была приглушена Кубинским ракетным кризисом, который в новостях быстро затмил Космическую гонку. Миссия тем не менее была техническим успехом: все технические задачи были решены без существенных проблем, космический корабль истратил ещё меньше топлива, чем предполагалось. Это подтвердило надёжность автоматики космического корабля «Меркурий» и позволило NASA уверенно планировать полёт продолжительностью одни сутки — на Меркурии-Атласе-9, который изначально был целью программы Меркурий.

## Обзор ситуации
К началу 1962 года в мире только Соединенные Штаты и Советский Союз имели по два одиночных космических полёта в Космической гонке. Соединенные Штаты сильно отставали: их два полёта были суборбитальными и длились всего несколько минут. Советские полёты были орбитальными, и главное, Восток-2, остался на орбите Земли в течение целых суток. Получив новую мощную ракету-носитель Атлас D, NASA планировало, что все последующие старты Меркурия будут орбитальными и таким образом сократить дистанцию до СССР.
NASA в конце ноября 1961 года, вскоре после успешного испытательного полёта Меркурий-Атлас-5 (МА-5) с шимпанзе, который совершил два витка вокруг Земли, объявило о предстоящих в 1962 году первых двух орбитальных полётах. Меркурий-Атласа-6 (МА-6) был запланирован как первый орбитальный полёт с Джоном Гленном (основной пилот-астронавт) или с Малькольмом Карпентером (дублёр). В следующем старте, Меркурий-Атлас-7 (МА-7) должен был лететь астронавт Дональд Слэйтон или Уолли Ширра (дублёр). В феврале 1962 года, был спланирован и объявлен следующий полёт — «Меркурий-Атлас-8». Это был третий орбитальный полёт — предполагалось шесть-семь витков (около 11 часов) — как промежуточный шаг к полёту продолжительностью более суток — 18 витков (27 часов). Решение запустить «Меркурий-Атлас-8» все-таки на шесть витков (9 часов), а не семь, принято исходя из расчетов точек приземления. Орбита седьмого витка потребовала бы привлечь существенные дополнительные силы в «Службу поиска и спасения» спускаемого аппарата из-за траектории седьмого витка, и держать эти силы в течение восемнадцати часов. Программа в шесть витков имела «удобные» точки приземления, только точку приземления перенесли из Атлантики в Тихий океан.
15 марта 1962 года NASA объявило, что Слэйтон по медицинским показателям отстранен от подготовок к полётам и заменен Скоттом Карпентером в качестве основного пилота Меркурий-Атлас-8 (МА-8). Решение заменить его Карпентером, а не его официальным дублёром Ширрой, было продиктовано большим количеством знаний и опытом, которые Карпентер получил, готовясь к полёту на Меркурий-Атлас-6 как дублёр. После успешных полётов Меркурий-Атлас-6 и Меркурий-Атлас-7, каждый в три витка, предполагалось увеличение длительности полётов, а также усложнение программы миссии. 27 июня 1962 года NASA сначала объявило о планах относительно предстоящего полёта Меркурий-Атлас-8, который продлится «целых шесть» витков. Ширра был назван главным кандидатом на этот полёт, с Гордоном Купером — как дублёром, повторяя схему, установленную в двух предыдущих стартах — дублёр летит в следующем полёте. Схема повторилась и для Меркурия-Атлас-9, которым управлял Купер, а в запланированном, но отмененном старте Меркурий-Атлас-10 полетел бы Шепард, который был дублёром Купера в Меркурий-Атлас-9.
В конце весны 1962 года, к моменту приземления Меркурия-Атлас-7, Советский Союз не объявлял о предстоящих полётах, и каждый из двух участников Космической гонки имели по два орбитальных полёта. В то время как у Советов в активе был более длительный полёт — 25 часов — Восток-2, программа Меркурий располагала запланированным полётом в шесть витков (9 часов) и требованиями журналистов о суточном полёте. Однако, в середине августа 1962 года с интервалом в два дня в Советском Союзе стартовали сразу два космических корабля — Восток-3 и Восток-4. Со стороны руководителей программы Меркурий были большие опасения по поводу их возможной стыковки на орбите, но эти два космических аппарата летали по пересекающимся орбитам, и подобных попыток не проводилось. Они отлетали 64 и 48 витков соответственно, один — четыре, другой три дня. Приземлились с интервалом в несколько минут 15 августа 1962 года. Советский Союз ушёл далеко вперед от Америки, он сильно обогнал даже планы космической программы Меркурий. NASA быстро сориентировалось — оно решило внести большие конструктивные изменения в капсулы кораблей Меркурий для более активного маневрирования на орбите и возможности стыковки, используя технологии, которые предполагались для космической программы «Джемини». Однако, после оценки трудозатрат, задержки по времени и снижения безопасности полётов астронавтов на таких «сырых» кораблях, было решено отказаться от этой идеи и произвести запланированный старт в шесть витков.

### Цели миссии
27 июля 1962 года был запущен Меркурий-Атлас-8 с первоначальным планом полёта, хотя он был несколько пересмотрен в августе и сентябре, в целом перед запуском план сильно не изменился. Ситуация была лучше, чем перед стартом Меркурия-Атлас-7, у которого были частые и обширные изменения, мешающие астронавту эффективно готовиться и обучаться. Цель этого полёта состояла в том, чтобы астронавт сосредоточился на управлении и эксплуатации космического корабля, а не на научных экспериментах, что бы набрать больше опыта и передать его астронавту для следующей, более долговременной миссии. Ширра для корабля Меркурий-Атлас-8 выбрал имя «Сигма 7», использование математического символа «суммирование» подразумевало «техническую оценку» космическому кораблю, который вобрал всё самое лучшее, а «7» — «Первая семерка», знак признания сотрудничества с астронавтами первого набора по Космической программе «Меркурий».
Цели миссии — дать оценку работе космического корабля в космосе в полёте более чем в шесть витков, а также оценить воздействие эффекта длительной микрогравитации на астронавта. Оценить и проверить все системы космического корабля, слежение и работу систем коммуникаций по всей траектории полёта, оценить все это в длительном, шестивитковом полёте. Эксперименты заключались в ориентации космического корабля в ручном режиме по (тангажу, рысканию и вращению — «ТРВ») по командам из ЦУПа, определении лёгкости управления космическим кораблем, перенастройке бортовых гироскопов во время полёта и оценке «дрейфа» космического корабля при отсутствии управления.
Было запланировано четыре нетехнических научных эксперимента, два из них требовали активного участия астронавта, а два — абсолютно «пассивных». Первый требовал от астронавта наблюдать за четырьмя световыми вспышками, которые производились мощнейшими ксеноновыми дуговыми лампами и располагались между Вумером в Австралии и Дурбаном в Южно-Африканской Республике.
Второй эксперимент требовал от астронавта сделать два комплекта фотографий, используя 70-миллиметровую камеру «Hasselblad», а также и обычные цветные фотографии Земли с орбиты. Сосредотачиваясь на различных особенностях и видах облаков, фотографии должны были быть сделаны через ряд цветных фильтров, которые были предоставлены американским Метеобюро. Фильтры предназначались для удобства калибровки спектральной отражательной способности облаков и их поверхностных особенностей, которые в свою очередь помогут улучшить фотокамеры для будущих метеорологических спутников.
Два «пассивных» эксперимента заключались в следующем. Были сняты два «фотографических фильма» двумя фотокамерами, различными по чувствительности к космической радиации, одна — от Центра космических полётов имени Годдарда, вторая — от американской Морской Школы Авиационной медицины. Второй «пассивный» эксперимент — при приземлении исследовалось влияние высоких температур при входе в плотные слои атмосферы на восемь различных экспериментальных абляционных материалов, которыми была обшита внешняя сторона спускаемого аппарата космического корабля.

### Модификация корабля
Космический корабль и ракета-носитель были почти идентичны предыдущим двум орбитальным полётам по программе Меркурий. Между Космическим кораблем и тормозной двигательной установкой находились жаропрочные прокладки, их удалили чтобы сэкономить вес, и установили источник низкочастотного сигнала SOS. Он включался одновременно с раскрытием главного парашюта и должен был помочь «Службе поиска и спасения» в поиске спускаемого аппарата после приводнения.
Много конструктивных модификаций были внесены в систему ориентации корабля и систему связи.
По сравнению с предыдущим полётом также была усовершенствована ракета-носитель Атлас, у неё был изменен топливный инжектор и установлен новый самовоспламеняющийся топливный воспламенитель вместо пиротехнического.

## Подготовка к полёту
Космический корабль Меркурий № 16, построенный для этого полёта, был доставлен на Мыс Канаверал 16 января 1962 года. Ракета-носитель Атлас LV-3B (производственный номер 113), была принята NASA на заводе Convair 27 июля и доставлена на космодром 8 августа. В конце июля дата запуска была назначена на 18 сентября, но задержки с поставкой топлива для Атласа и серией технических проблем с безопасной работой двигателей ракеты передвинули старт на несколько недель. Начатые 6 сентября тесты, как и намечали, продолжились до 24 сентября, объявили вероятную дату запуска — 3 октября. Тестовое огневое включение двигателей провели 8 сентября, проверили качество топлива, и объявили о полной готовности ракеты-носителя 18 сентября.
Встал вопрос об изменениях в радиационном поясе Земли на высоте полёта космического корабля из-за произведенных ядерных взрывов в рамках Проекта «Доминик». Считалось, что они могут быть опасны для пилотируемых космических полётов, но обширное исследование, которое было проведено в начале сентября, дало «зеленый свет» старту. Как ожидали, за пределами капсулы можно было бы получить дозу облучения приблизительно в 500 рентген, исследование пришло к заключению, что космический корабль уменьшит его приблизительно до 8 рентген. Это было в пределах допустимых норм для астронавтов.
Ширра начал подготовку к полёту в начале июля, за 29 часов, проведенных в тренажере, он успевал выполнить программу, рассчитанную на 31 час в реальном полёте, в самом космическом корабле. За это время он успевал трижды отработать программу полёта, который равнялся шести полным виткам плюс полчаса, который теперь уже был назначен на 29 сентября. А космический корабль тем временем был состыкован с ракетой-носителем на стартовом столе. Одним из важных моментов подготовки к полёту было посещение космодрома президентом Джоном Ф. Кеннеди 11 сентября 1962 года.
Объявили о дате старта — «за исключением сюрпризов от погоды» — 1 октября. Главное беспокойство по поводу погоды было вызвано тропическим штормом в Атлантике, беспокойство вызывала и серия тайфунов в Тихом океане, которая могла осложнить операцию по поиску спускаемого аппарата после приводнения. Вечером 2 октября было принято решение о старте утром 3 октября.

## Старт
Уолтера Ширру разбудили в 1:40, ранним утром 3 октября, после дружеского завтрака (включая его любимую рыбу — луфарь, накануне у него была подводная охота) — был краткий медосмотр, после чего около 4:00 он уехал на стартовую площадку. Он разместился в космическом корабле в 4:41, как он потом рассказывал, он был как бутерброд со стейком в его «бардачке», и начал проверки перед запуском. Обратный отсчёт перед запуском начался, как и было запланировано в 6:15, тогда был объявлена 15-минутная готовность, чтобы позволить Наземной станции слежения на Канарских островах, подготовиться к радарному захвату объекта. Обратный отсчёт был возобновлён в 6:30 утра и продолжался до воспламенения двигателей ракеты-носителя без каких-либо неожиданностей. Сам запуск прошёл штатно, но после 10 секунд ракета-носитель начала заваливаться вправо, угрожая возможному аварийному прекращению полёта. Однако, через нескольких напряжённых секунд, ракета внезапно, удивительным образом выправилась. Такое поведение ракеты позже было идентифицировано как небольшой сбой из-за некоаксиальности основных двигателей. Ситуация выправилась благодаря верньерным боковым двигателям стабилизации.
Через три с половиной минуты после старта, Дональд Слэйтон спросил Ширру — «Ну что ты сегодня так ползешь, наконец стал черепахой?» Ширра, растерявшись, объявил, что он переходит на внутренний бортовой встроенный диктофон (вместо трансляции по радио) и там запишет ответ. В стенограмме связи с космическим кораблем было отмечено — «[записан правильный ответ]». Вопрос о вступлении в «Клуб (орден) Черепах» стал периодической избитой шуткой среди астронавтов, по сути она была поздравлением со званием «Астронавт», но на неё нужно было дать правильный отзыв — «А не надо было на меня ставить!». Неспособность дать правильный ответ была наказуема — покупка напитков на всех. Ширра после полёта рассказывал, что он «услышав такой вопрос, не был готов отвечать на него на весь мир» и решил использовать бортовой магнитофон, чтобы избежать ответа по громкой связи.
Рулевые двигатели произвели отсечку на 2 секунды раньше, чем планировалось, но главный двигатель проработал на 10 секунд больше, чем предполагалось, давая дополнительные 4,6 м/сек скорости и вывели космический корабль на несколько более высокую орбиту, чем планировалось. Первоначальный анализ траектории подтвердил, что капсула может оставаться на стабильной орбите по крайней мере семь витков и раннего схода с орбиты не будет.

## Работа на орбите
После отделения от отработавшей ракеты-носителя Атлас, Ширра стабилизировал космический корабль, капсула медленно вращалась, но имела правильную ориентацию. Астронавт сознательно оставил небольшое вращение, чтобы экономить топливо, он смог стабилизировать капсулу, используя всего пол-процента его топливных запасов. Он мельком отследил отработавшую ракету-носитель, которая находилась рядом и медленно вращалась, она не могла задеть его корабль. Поскольку космический корабль преодолел Атлантику, он стал заниматься тестированием аппаратуры и ручного управления космического корабля, которое он определил как «некорректное», по сравнению с макетами на тренировках.
Пересекая восточное побережье Африки, он начал чувствовать сильный перегрев, эту проблему видели и специалисты на Земле по идущей с космического корабля телеметрии, они провели консультации с бортврачом, было ли безопасно продолжать полёт или его надо прекратить после первого витка. Руководитель полёта Кристофер Крафт последовал совету врача — оценить ситуацию после второго витка. Ширра в конечном счёте стабилизировал ситуацию — он в течение долгого времени медленно подкручивал ручку управления температурой, и в конце концов выкрутил её до максимума охлаждения. Позже он сравнил высокую температуру в корабле с тем, как если бы он «вручную косил лужайку в Техасе».
Пролетая над Австралией, Ширра пытался рассмотреть вспышки на Земле, но все было плотно закрыто облаками. Он видел молнии и высвеченное ночными огнями очертание Брисбена — крупного города на восточном побережье Австралии. В течение космической ночи, пролетая над Тихим океаном, он проверил бортовой перископ капсулы, из-за его местоположения он счел возможность использовать его затруднительной и быстро закрыл его, как только поднялось солнце. Пересекая Мексику, он сообщил, что в капсуле он находится в «позе шимпанзе». Космический корабль летел по орбите полностью в автоматическом режиме, без какого-любого участия астронавта. В начале второй орбиты он стал проверять отклонения по тангажу, рысканию и вращению, и совершил коррекцию в ручном режиме, используя Землю как ориентир, наблюдая за ней через главное окно, не используя перископ, который показался ему неудобным.
На втором витке он подтвердил существование «светлячков», о которых говорил Гленн, это был поток небольших ярких частиц. Гленн первым заметил их при полёте на Меркурии-Атласе-6, осуществляя манёвры отклонения от курса во время полёта в орбитальной тени, сначала он использовал как ориентир Луну и затем известные звезды. Второе оказалось очень трудным, так как маленькие окна космического корабля Меркурий очень ограничивали поле зрения и было сложно идентифицировать созвездия. Пролетая над Тихим океаном, он снова переключился на автоматический режим полёта и стал общаться с Вирджилом Гриссомом, который находился на гавайской станции слежения о качествах ручной системы управления.
В начале третьего витка Ширра остановил гироскопы космического корабля, и отключил эту часть системы от электропитания и позволил капсуле дрейфовать. Он использовал этот перерыв в работе, чтобы оценить своё положение в пространстве и протестировать устройство управления двигателем. Влияние невесомости на его состояние было не очень заметным и астронавт решил съесть лёгкую еду. Он перемещался по орбите на большой скорости, космический корабль пролетел над Индийским океаном и уже летел над Тихим. Над Гавайями ему сообщили о полученном разрешении на полноценный полёт в шесть витков. Когда капсула пересекла Калифорнию, астронавт снова отключил электроэнергию для следующего периода полёта в режиме «дрейфа», во время которого он занялся фотографированием Земли бортовой камерой.
На четвёртом витке космический корабль дрейфовал в «перевернутом» положении и Ширра продолжил фотографирование Земли, которая находилась у него над головой. Астронавт, пролетая над Восточной Африкой, попытался, но неудачно, увидеть спутник Эхо-1. Когда он приблизился к Калифорнии, у него была короткая, всего в две минуты, беседа с Джоном Гленном, которая транслировалась в прямом эфире на все Соединенные Штаты по радио и телевидению. У астронавта начались проблемы со скафандром — на лицевой стеклянной панели гермошлема стала выпадать роса. Ширра был обеспокоен внутренней температурой скафандра, но решил не открывать щиток гермошлема из опасения, что температура в скафандре резко изменится и роса выпадет снова.
На пятом витке у Ширры был запланирован отдых — астронавт прокомментировал, что это его первый отдых, начиная с декабря 1961 года. Он использовал маленькое устройство для передёргивания эластичного шнура пружинного типа для «небольшой протяжки» двигателя перед переходом на ручной режим управления ориентацией, и тут астронавт внезапно услышал хлопок в системе регулирования и отметил высокий расход топлива, о чём Ширра немедленно сообщил в ЦУП. Над Атлантикой он возвратился к наблюдениям и фотографированию, он не смог увидеть запланировано выпущенный мощный столб света в районе Дурбана в Южной Африке из-за плотного облачного покрова, но рассмотрел ярко освещенный город Порт-Элизабет в ЮАР. Пролетая над Филиппинами, он сообщил о ситуации с топливом — после четырёх с половиной витков из запланированных шести у него оставалось восемьдесят процентов — это запасы, которые оставались в двух топливных баках — для ручного и автоматического режимов управления. К концу его пятого витка, пролетая над Кито, который находится в Эквадоре, Ширра связался со Станцией слеживания и спросил о каких-либо новых сообщениях для него. Местные работники Станции слежения попросили его «перейти на испанский язык и сделать какое-либо заявление для местных товарищей». Астронавт произнёс несколько комментариев о том, как красива страна с орбиты и перейдя на испанский, закончил радостной фразой «Buenos Dias, y’all! (Добрый день, ё-хо-хо!!!)». Астронавт позже отметил, что он был «разъярён» в этот момент времени — он готовился к возвращению и не хотел отвлекаться на обнародование каких-либо заявлений.
Шестой виток был посвящён приготовлениям к возвращению, хотя Ширра успел сделать последнюю серию фотографий Южной Америки и попробовал провести ещё один тест по поворотам и разворотам космического корабля в пространстве. Пролетая над западной частью Тихого океана в 8:52 (полётного времени от момента старта) он подал команду тормозной двигательной установке на выдачу первого импульса. Система автоматического управления держала космический корабль твёрдо и устойчиво, как «лежачий камень», во время всего периода торможения, хотя после того, как тормозные двигатели отработали, астронавт заметил, что система на весь процесс израсходовала только четверть из всего запаса топлива.

## Спуск и приземление
После того, как отработала тормозная двигательная установка, космический корабль сошёл с орбиты и стал снижаться. Ширра стал использовать мощные двигатели ориентации, чтобы удерживать капсулу в правильной ориентации, отмечая, что двигатели космического корабля выполняют его команды «некорректно». Он тогда стал использовать систему управления по стабилизации уровня (метод автоматического управления), которая стала расходовать топливо в очень большом объёме, но обеспечила жёсткий контроль за ориентацией во время всего спуска, это было определенным техническим вопросом, который тревожил астронавта. Он видел очень быстрые темпы расхода топлива, которое он так экономно расходовал во время всех шести витков.
Группировка Службы поиска и спасения ожидала появление космического корабля в районе расчётной точки приземления, в центральной части Тихого океана. Она состояла из авианосца «Kearsarge», который расположился в расчётной точке приводнения и трёх эсминцев, которые растянулись вдоль траектории полёта. В этом районе летали четыре самолёта Службы и ещё три вертолёта базировались на борту самого авианосца «Kearsarge».
Авианосец засек капсулу на радаре на расстоянии 320 км от точки приземления, военный корабль США — эсминец Реншоу, находящийся на расстоянии 140 километров от точки приземления, сообщил о громком шуме, исходящем сверху. На высоте 12 000 м Ширра развернул тормозной парашют, и затем главный парашют на высоте 4 600 м. Приземление было удивительно точным, в 7,2 км от расчётной точки и в 0,80 км от авианосца «Kearsarge». Ширра позже шутил, что он приехал на «авианосец приземления на лифте № 3». Капсула врезалась в воду, скрылась и, покачиваясь, вынырнула на поверхность, приблизительно за 30 секунд колебания затихли. Три пловца-спасателя спрыгнули с одного из вертолётов, чтобы помочь астронавту выбраться, но Ширра радировал, он предпочитает быть отбуксированным к авианосцу, и подошедшее китобойное судно на трале потащило космический корабль к Kearsarge.
Через сорок минут после приводнения, Меркурий-Атлас-8 («Сигма 7») был поднят на борт авианосца Kearsarge; пять минут спустя Ширра снёс взрывчатый люк и предстал перед ожидающей толпой. После проведения медосмотра, экспертиза четко зафиксировала травму на его руке от удара тяжелого выключателя эжектора, которую он получил, даже при наличии защиты от несчастного случая при срыве люка, как это было и у его товарища-астронавта пилота Вирджила Гриссома во время полёта Меркурия-Редстоуна-4 (Liberty Bell 7 — Колокола Свободы 7). Гриссом утверждал, что люк был сорван пиропатронами без его команды: тот факт, что у него не было травмы, был отмечен как доказательство того, что он не давал преждевременной команды на снос люка, что привело к тому, что космический корабль утонул. Все говорило о том, что это был механический сбой.
Ширра оставался на борту в течение трёх дней — проводились медицинские тесты и собеседования перед сходом на берег, в то время как космический корабль был выгружен на атолле Мидуэй и перевезен к самолёту для дальнейшей транспортировки. Он был доставлен на Мыс Канаверал для экспертиз с дальнейшим намерением поместить его в музей как экспонат.
Отработавшая последняя ступень ракеты-носителя Атлас вошла в плотные слои атмосферы 4 октября, через день после запуска, и сгорела. После показа в американском «Space & Rocket Center» и Космическом центре имени Джонсона, капсула до настоящего времени экспонируется в Зале славы Астронавтов Соединенных Штатов, Титузвилле, Флорида:18.

## После полёта
Послеполётные экспертизы не выявили никаких глобальных сбоев — единственная неприятная аномалия — автоматика средства управления терморегуляцией скафандра. Все поставленные технические задачи полёта считались успешно выполненными. Предпринятые меры по экономии топлива, как оказалось, отлично сработали. Несмотря на технические изменения, которые были недостаточно отработаны, расход топлива оказался ещё меньше, чем ожидалось. В официальном сообщении все лавры достались астронавту. Медицинский осмотр не нашёл существенных физиологических изменений из-за девяти часов невесомости и отметил, что Ширра не получил существенного радиоактивного облучения. Анализ показаний датчиков радиации подтвердил, что в космическом корабле был очень низкий радиоактивный поток. Все шесть абляционных проверяемых материалов, несмотря на некоторую трудность сравнивать их друг с другом после прохождения испытания, как считали все специалисты, выглядели удовлетворительно.
С научной точки зрения, эксперименты по визуальному наблюдению световых вспышек на Земле имели, мягко выражаясь, небольшой вес, поскольку обе точки, где располагались источники, были скрыты плотным облачным покровом. Однако, Ширра смог увидеть молнию около Вумера в Австралии и рассмотрел огни города Дурбан в Южно-Африканской Республике, находясь в нескольких сотнях миль от них. Как и было запланировано, для американского Метеобюро были сделаны фотографии с применением пятнадцати различных фильтров. Обычные цветные фотографии были не очень интересными, некоторые фотографии с остальными 14 фильтрами были непригодными из-за очень большой выдержки или излишнего облачного покрова. В конце концов, очень многие обычные фотографии не могли использоваться для научных исследований из-за этих проблем. Ширра отметил, что огромное количество облаков во всем мире могло принести большое количество неудобств для будущей деятельности в этой области. Однако Африка и юго-запад Соединенных Штатов были совершенно безоблачны.
В послеполётном отчёте Ширра отметил «светлячков», замеченных и в предыдущих двух миссиях, а также подчеркнул замечательные визуальные цветовые эффекты в толстом слое атмосферы, видимые по всей ширине горизонта. Однако, он был невпечатлен видом на Землю из космического пространства. Количество деталей, которые астронавт мог разобрать из космоса, ни в какое сравнение не шло с тем, что можно было увидеть из реактивного самолёта, он сказал операторам ЦУПа, что не было «ничего нового» по сравнению с полётом на высоте 15 000 метров. В целом, он пришёл к заключению, что Космический корабль «Сигма 7» летал «чуть выше» самолёта Панда F8F — военно-морского истребителя с поршневым двигателем, на котором он когда-то учился летать, однако полёт на космическом корабле был более интересным «учебником».
После возвращения из космоса Ширра прочитал общественную публичную лекцию в Университете Райса в Хьюстоне, где астронавта сопровождала автоколонна через весь город. Тем временем кубинский Ракетный Кризис перетек и в сентябрь, и рейтинг обсуждения успешного космического полёта Уолтера Ширры в средствах массовой информации стал быстро уменьшаться, общественный интерес к советским и американским пилотируемым космическим полётам был перемещен в плоскость беспокойства о размещении советских военных ракет на Кубе. 16 октября астронавт посетил Вашингтон, округ Колумбия, где был награждён президентом Кеннеди Медалью «За выдающуюся службу» от НАСА. В тот же самый день, до встречи с астронавтом, Кеннеди увидел фотографии ракетных установок U-2 на Кубе. Однако, встреча с пилотом была дружественной и неофициальной, несмотря на обстоятельства. Как позже рассказал Ширра, Роберт Кеннеди отвел его в сторону и расспросил о его желании продолжить карьеру в политической сфере, такой же разговор годом ранее состоялся у него с Джоном Гленном. В отличие от Гленна, Ширра вежливо отклонил предложение, он хотел остаться в NASA. В его более поздней карьере он был командиром дублирующего экипажа первого пилотируемого полёта по космической программе Джемини — Джемини-3, затем в декабре 1965 года он во второй раз полетел в космос командиром экипажа Джемини-6A, где он произвел первое активное сближение между двумя космическими кораблями с Джемини-7 — первоначальные планы о первой стыковке на орбите были отменены, и наконец был командиром первой пилотируемой миссии по программе Аполлон — Аполлон-7, в 1968 году. Он в конечном счёте ушёл из НАСА летом 1969 года.
Успех «Меркурия-Атлас-8» значительно облегчил подготовку к космическому полёту Меркурий-Атлас-9, хотя некоторые наблюдатели предполагали, что программу Меркурий на этом полёте надо резко прекратить, чтобы окончание было на высокой ноте успеха, и не рисковать другими потенциально катастрофическими рейсами. Однако, планировщики из NASA требовали однодневного космического полёта по программе Меркурий с середины 1961 года, когда стало понятно, что это возможно с технической точки зрения. Чтобы подготовить космический корабль к долговременной миссии, потребовалось изменить внутреннюю планировку и отделку космического корабля, а также оценить, какой максимальный бортовой вес можно поднять на орбиту, чтобы иметь дополнительно требуемые предметы потребления. По сравнению с «Меркурий-Атлас-8», в Меркурий-Атлас-9 было внесено большое количество изменений. Главным образом это коснулось аппаратных средств, которые использовались, но не были принципиально важны для успеха космического полёта — были удалены 5,4 кг оборудования контроля, 2,3 кг радио-оборудования, а также 76-фунтовый (34-килограммовый) перископ, который Ширра посчитал абсолютно бесполезным. Всего было внесено изменений по 183 пунктам, которые различали космические корабли «Меркурий-Атлас-8» и Меркурий-Атлас-9. Теперь, основываясь на опыте Ширры при фотографировании, космический корабль был оборудован несколькими камерами, хотя их вес и потребление энергии стали ограничивать количество научных экспериментов, которые можно было бы провести.